# Die Räuber

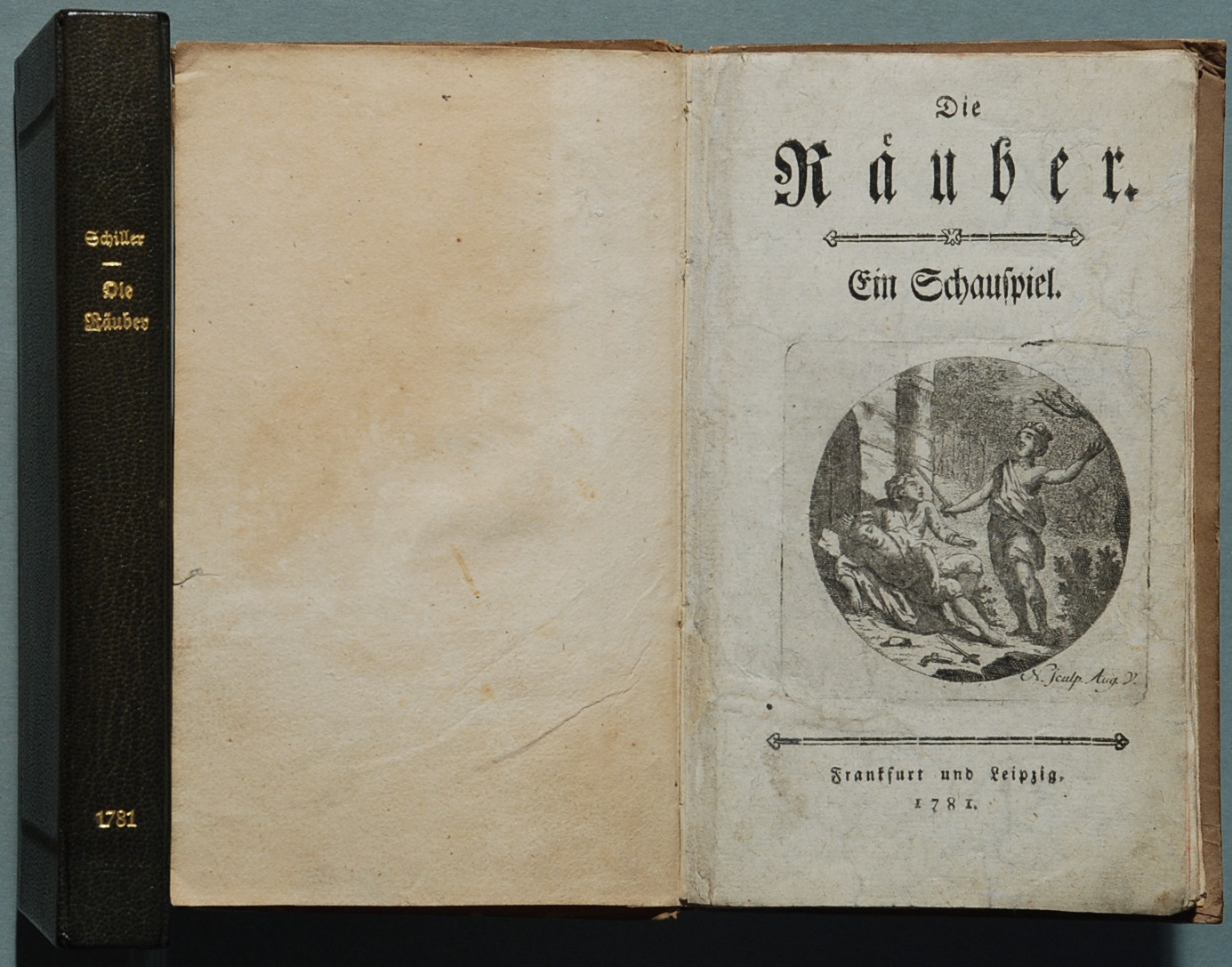
Titelblad van Die Räuber uit 1781

Het toneelstuk Die Räuber (De rovers) is als grootste werk van Friedrich Schiller sterk te vergelijken met King Lear van William Shakespeare. Het werd anoniem gepubliceerd in 1781, en op 13 januari 1782 voor het eerst opgevoerd in Mannheim. Schiller werd er op slag beroemd mee.
Schiller kende voor het werk twee grote inspiratiebronnen, waaronder King Lear van Shakespeare. Het andere werk was een verhaal uit Zur geschichte des Menschlichen Herzens van Christian Friedrich Daniel Schubart; het verhaal vertelt over C.F.D. Schubart die zichzelf in de gevangenis schreef vanwege een kritiek op het absolutisme van de Duitse vorsten. Schiller kende de zoon van Schubart, Ludwig, en vernam van hem van het gebeuren.
Het gaat in het stuk om de 'strijd' tussen twee broers; de rationele en begaafde Franz en de eerder gevoelige Karl. Franz staat voor het materialisme, scepticisme en despotisme, in tegenstelling tot Karl, die de bezieler is van het sociaal humanisme en de naïviteit.
Beide mannen strijden om eenzelfde geliefde, Amalia, en een daarmee verbonden erfenis. Franz slaagt er niet in het hart van Amalia te veroveren, die trouw blijft aan zijn oudere broer Karl. De erfenis daarentegen zal aan Franz worden overgedragen, omdat hij zijn vader heeft wijsgemaakt dat zijn broer Karl is overleden. Karl sluit zich aan bij een anarchistische roversbende, doordat zijn vader hem al eerder onterfd had, omdat Franz een brief van zijn broer naar zijn vader vervalst had met de mededeling dat Karl een vrouw verkracht en vermoord heeft. Wanneer Karl later zijn ouderlijk slot belegert, vindt hij zijn vader totaal verkommerd terug, rouwend om zijn 'dode' zoon. Franz pleegt nadien zelfmoord en Karl wint de slag om het fort op een sluwe manier, maar geeft zichzelf aan bij de justitie voor zijn oneerlijke overwinning en vanwege schuldgevoelens over de dood van Franz en Amalia.
Deze aspecten stellen het werk meteen in een religieus licht door zijn esthetische dimensie. Het werk oefende eveneens een grote invloed uit op Fjodor Dostojevski, zijn werk De gebroeders Karamazov kent een gelijkaardig patroon wat betreft de vader-zoonrelatie en de concurrentie tussen de broers.